# 瑜伽伝灯鈔
『瑜伽伝灯鈔』（ゆがでんとうしょう）は、真言宗醍醐派報恩院流の宝蓮が著した仏教書。全10巻5冊。正平20年/貞治4年（1365年）完成。後醍醐・後村上両帝の護持僧である文観房弘真の伝記を含む。著者は文観の高弟であり、建武政権・南朝の立場から記された書として、南北朝時代の歴史的実像を知る上で貴重。

## 成立過程
巻10の本奥書によれば、宝蓮が、小野宮益仁のために著した仏教書である。本奥書の日付は正平20年/貞治4年（1365年）で、この時点で本編は既に摂津国住吉（大阪府大阪市住吉区）の荘厳浄土寺（真言律宗西大寺末）において、毎年の指南の書として使われていたという。
南朝の後村上天皇は、正平15年/延文5年（1360年）に行宮（臨時の皇居）を河内国観心寺から住吉へ移しているため、内田啓一は、この時に本編が書かれたのではないかとしている。

## 著者
著者の宝蓮は、『瑜伽伝灯鈔』内の記述によれば、真言宗醍醐派報恩院流の血脈（けちみゃく）を引く僧侶で、1. 大日如来 - （略) - 23. 成賢 - 24. 憲深（報恩院流祖） - （略） - 28. 道順 - 29. 弘真（文観） - 30. 宝蓮という流れである。文観房弘真には報恩院流系（真言密教）の弟子と、西大寺系（真言律宗）の弟子がいるが、ガエタン・ラポーによれば、宝蓮は前者であり、文観の弟子となったのは正和5年（1316年）以降のことであろうという。
『大日本史料』六編之二十一によれば、興国2年/暦応4年（1341年）にかけて、多くの弘真の事相書（実修作法についての書）を筆写したとされることから、内田啓一によれば、宝蓮は文観房弘真の付法を受けた者の中でも、特に信任された僧ではないかという。
宝蓮には本書の他に『四度加行』（しどけぎょう）という、書名と同一の儀式に関する著作があり、ラポーはその成立年代を延元元年/建武3年（1336年）から正平20年/貞治4年（1365年）と推定する。『四度加行』の内容は基本的に旧来のものと変わらないか、むしろ厳密なものである。しかし、数少ない例外的事項として、「本寺復興」がなるまでの暫定的処置という期限付きで、加行（儀式）の日数については大胆に短縮されており、さらに病人についても、治療を速くするために、治癒の儀式を簡略化する方針を示している。このことについて、ラポーは、文観の学派は、後世の勝利者側による「異端的」というレッテルとは相反して、むしろ正統的作法への厳密性を志向していると考えられ、その上で、僧侶からの支持を集めるために、傷病人が多い戦乱という時流に合わせ、儀式の負担を軽減させるという現実的な対応を図ったのではないかと考察した。

## 写本
比較的古い写本は、大谷大学図書館本（10巻5冊）で、巻1の奥書に享禄4年（1531年）とある。なお、このうち巻6・巻7のみ奥書の年が永享8年（1436年）であるが、紙質も筆致も全巻同じであることから、実際は全て巻1と同じく享禄4年（1531年）の写本と考えられる。
成田山仏教図書館本は、奥書はほぼ大谷大学図書館本と同じだが、江戸時代の写本と考えられる。

## 研究史
本書に最も早く着目した研究の一つが富田斅純『秘密辞林』（1911年、加持世界支社）である。富田は、従来の文観房弘真研究が、勝者側で文観に批判的な『伝灯広録』のみを用いている姿勢を疑問視し、南朝側の『瑜伽伝灯鈔』には文観が最も有徳の僧であると書かれていることを指摘して、南北朝の内乱という時代を考えれば、一方の史料のみに偏るべきではないだろう、とした。
次いで、松高勇英の『文観僧正之研究』（未完）が注目し引用した。
以上のように20世紀初頭既に本書の存在自体は知られていたが、田村隆照によれば、1966年の時点ではまだ第二級の資料として低く取り扱われていたという。田村は、本書を再検討した上で、高僧伝に特有の超越的描写は差し引く必要はあるものの、基本的には最も信頼のおける文観房弘真伝であると主張し、その梗概を自論文に載せた。
その後、1999年、辻村泰善が「『瑜伽伝灯鈔』にみる文観伝」に読み下し文を掲載し、また、文観への妖僧という謂れのない汚名への再考を読者に促した。